# Ferdynand Gonzaga Myszkowski
Ferdynand Gonzaga Myszkowski (ur. po 1592,  zm. w 1647) – ordynat  Ordynacji Myszkowskich w latach 1621—1647.

## Życiorys
Był synem Zygmunta Gonzagi Myszkowskiego (założyciela ordynacji) i Elżbiety Bogusz, oraz bratem Jana i Władysława, II i IV ordynata.
Ordynacją rodową zarządzał od 1621 do swej śmierci w 1647. Lekceważąc statut ordynacji sprzedał  część majątków ziemskich wchodzących w jej skład, między innymi klucz szaniecki.  Zmarł nie pozostawiwszy potomka, przez co kolejnym ordynatem został nie jego syn lecz brat Władysław Myszkowski. Sprzedane dobra wróciły do ordynacji dopiero w czasie kierowania ordynacją przez jego brata Władysława który utracone dobra odkupił.